# Banyoma townesi
Banyoma townesi är en stekelart som beskrevs av T.C. Narendran 1994. Banyoma townesi ingår i släktet Banyoma och familjen kragglanssteklar. Inga underarter finns listade.